# جيم غالفن
جيم غالفن (بالإنجليزية: Jim Galvin) هو لاعب كرة قاعدة أمريكي، ولد في 11 أغسطس 1907، وتوفي في 30 سبتمبر 1969.